# Освіта в Донецьку

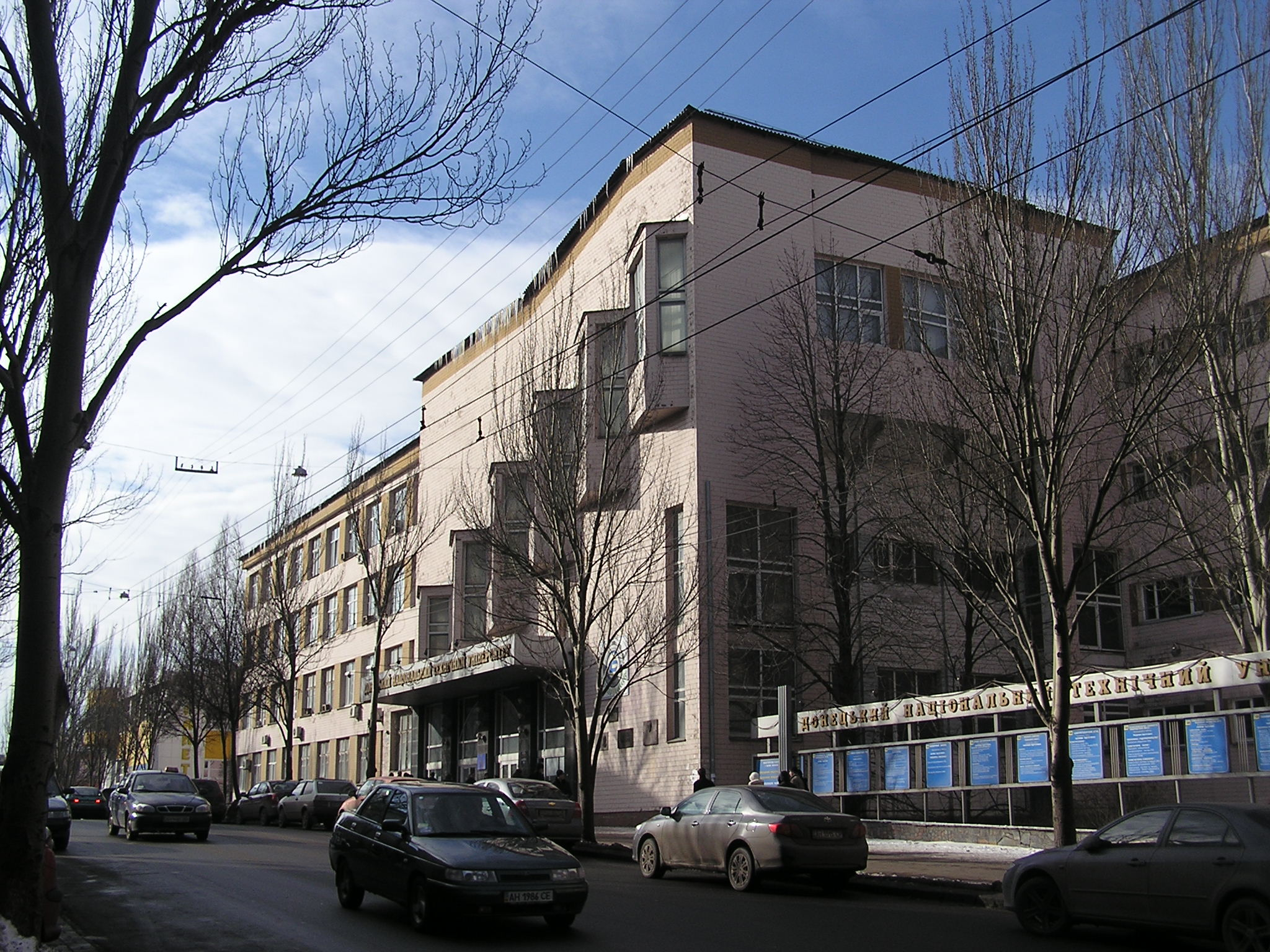
Донецький національний технічний університет

## Середня освіта
У місті знаходиться 182 дошкільних навчальних заклади з різною формою власності. Кількість шкіл у Донецьку — 169 для 73 тисяч учнів. З них 34 школи з українською мовою навчання, 42 нового типу навчання, 3 інтернати (з 11 інтернатів на території міста тільки три відноситься до міськвно) і п'ять спеціалізованих шкіл.
Працює мережа позашкільних навчальних закладів. У місті діє 9 палаців, будинків, центрів дитячої та юнацької творчості, дві станції юних техніків. Фізичним розвитком займається 5 дитячо-юнацьких спортивних шкіл (у тому числі дві зі статусом школи олімпійського резерву), 61 дитячо-юнацький клуб. У позашкільних навчальних закладах міста 6 художніх колективів відзначені званнями «народний» і 21 колектив — «зразковий»

## Вища освіта
У Донецьку кількість вищих навчальних закладів III і IV рівня акредитації становить 19 (в області 31). У 2006 році загальна кількість студентів в Донецьку становила 113 тис. осіб, з них на денному відділенні навчалося 63,5 тис. людей. Вищих навчальних закладів I та II рівня акредитації — 21 (в області 82). У них навчається близько 20 тисяч учнів.
Виші міста:
Державні
- Донецький національний університет (заснований 1937 р.);
- Донецький національний технічний університет (заснований 1921 р.);
- Донецький національний медичний університет імені Максима Горького (заснований 1930 р.);
- Донецька державна музична академія імені С. Прокоф'єва;
- Донецький державний університет управління;
- Донецький національний університет економіки і торгівлі імені Михайла Туган-Барановського;
- Донецький юридичний інститут МВС України;
- Донецький інститут залізничного транспорту;
- Донецький інститут здоров'я, фізичного виховання та спорту;
- Інститут післядипломної освіти інженерно-педагогічних працівників (м. Донецьк)[1].
- Донецький обласний інститут післядипломної педагогічної освіти

Недержавні
- Донецький інститут психології та підприємництва;
- Донецький інститут соціальної освіти;
- Донецький інститут туристичного бізнесу;
- Донецький університет економіки та господарського права;
- Донецький інститут підприємництва;
- Донецький економіко-гуманітарний інститут;
- Європейський університет фінансів, інформаційних систем, менеджменту та бізнесу (Донецьк);
- Донецький інститут ринку та соціальної політики;
- Донецький державний університет управління;
- Донецький інститут автомобільного транспорту.

## Середня спеціальна освіта
- Донецький державний технікум економіки і хімічних технологій
- Донецький політехнічний технікум
- Донецький технікум промислової автоматики
- Донецький електрометалургійний технікум
- Донецьке художнє училище

## Історія розвитку освіти

### Кінець XIX ст. початок XX ст.
Капіталістична економіка вимагала освічених і кваліфікованих кадрів і від кваліфікації робітників в першу чергу залежали прибутки підприємців. Тому у 1876 році Джон Юз відкрив школу для дітей місцевих робітників. Саме на території Новоросійського товариства пізніше стало діяти початкове народне училище, яке розташовувалося в житловому будинку. Вчилось у ньому 50 учнів, а викладала там всього одна вчителька. Але розвиток заводу і збільшення кількості робітників вимагало розширення училища. таким чином воно розширилося до 100 учнів, яким викладало вже декілька викладачів.
У такому вигляді училище функціонувало до 1902 року, коли Новоросійське товариство відбудувало для училища спеціалізоване приміщення в окремому будинку, так звану «Велику школу».
У новому приміщенні було 6 кімнат на 40-50 учнів у кожній, фізичний кабінет і викладацька. У цьому ж будинку розташовувався великий концертний зал розміром 10,3 сажені на 4,3 сажені. Крім «Великої школи» Новоросійське товариство відкрило ще 9 її відділень у різних районах Юзівки, а також на рудниках «Вєтка», «Ново-Смолянському», у маєтку «Пєски».